# Oznaczenia technik graficznych
Symbole technik graficznych stosowane w opisach ekslibrisów. Techniki mieszane oznacza się symbolami zastosowanych technik łączonych znakiem plus, np. C2+C3+C5. Przy odbitkach barwnych łamie się odpowiednie symbole przez cyfry odpowiadające liczbie kolorów, np. X3/2 – linoryt dwubarwny.
Druk wypukły (wypukłodruk, relief):
- X – druk wypukły
- X1 – drzeworyt wzdłużny (langowy)
- X2 – drzeworyt poprzeczny (sztorcowy)
- X3 – linoryt
- X4 – druk wypukły z płyty metalowej ciętej lub trawionej, metaloryt
- X5 – druk wypukły z płyt metalowych przygotowanych do druku wklęsłego
- X6 – druk wypukły z płyt z innych materiałów, np. syntetycznych
- X7 – stempel kamienny, kamienioryt

Druk wypukły – techniki reprodukcyjne:
- T – typografia (z użyciem znaków drukarskich)
- T1 – linotypia (wykorzystanie czcionek drukarskich)
- T2 – fotoksylografia – fotochemiczna metoda reprodukcji matryc drzeworytowych
- T3 – wielkonakładowe odbitki gumowe (pieczęć)
- P1 – cynkotypia kreskowa
- P2 – cynkotypia siatkowa

Druk wklęsły (wklęsłodruk, intaglio):
- C – druk wklęsły
- C1 – staloryt
- C2 – miedzioryt
- C3 – akwaforta
- C4 – sucha igła
- C5 – akwatinta
- C6 – miękki werniks
- C7 – mezzotinta
- C8 – ryt wklęsły na linoleum, plastiku i innych podłożach

Druk wklęsły – techniki reprodukcyjne:
- P3 – heliograwiura, fotogalwanografia
- P4 – wielkonakładowa fotograwiura, rotograwiura
- P10 – druk akwafortowy z płyt stalowych

Druk płaski
- L – litografia
- L1 – autolitografia (litograficzne odbitki autorskie)
- L2 – autografia (przedruk litografii)
- L3 – cynkografia
- L4 – algrafia

Druk szablonowy, sitowy:
- S – druk z szablonu
- S1 – serigrafia
- S2 – mimeografia – druk z szablonów z batiku
- S3 – katazome – druk szablonami z natłuszczonego papieru

Techniki elektroniczne:
- CGD – grafika komputerowa

Druk płaski, szablonowy, sitowy, techniki elektroniczne – techniki reprodukcyjne:
- P – reprodukcje fotograficzne
- P5 – światłodruk (kollotypia)
- P6 – fotolitografia
- P7 – offset
- P9 – reprodukcja serigraficzna
- CRD – reprodukcja komputerowa
- Y – fotokopia

Pozostałe symbole:
- /mon. – monotypia
- /col. – ręcznie kolorowane
- G	Gipsoryt
- H	Hektografia, papier światłoczuły
- K	Kserotypia, ksero
- N	Odbitka negatywowa
- NITR.	Nitroxylografia
- R, RS	Risografia
- rel.	relief
- TK	Technika komputerowa [oznaczenie dawniejsze]
- W, wyc.	Wycinanka
- TW	Technika własna
- TM	Technika mieszana
- ST	Suchy tłok